# Heilig Hartkerk (Boekt)

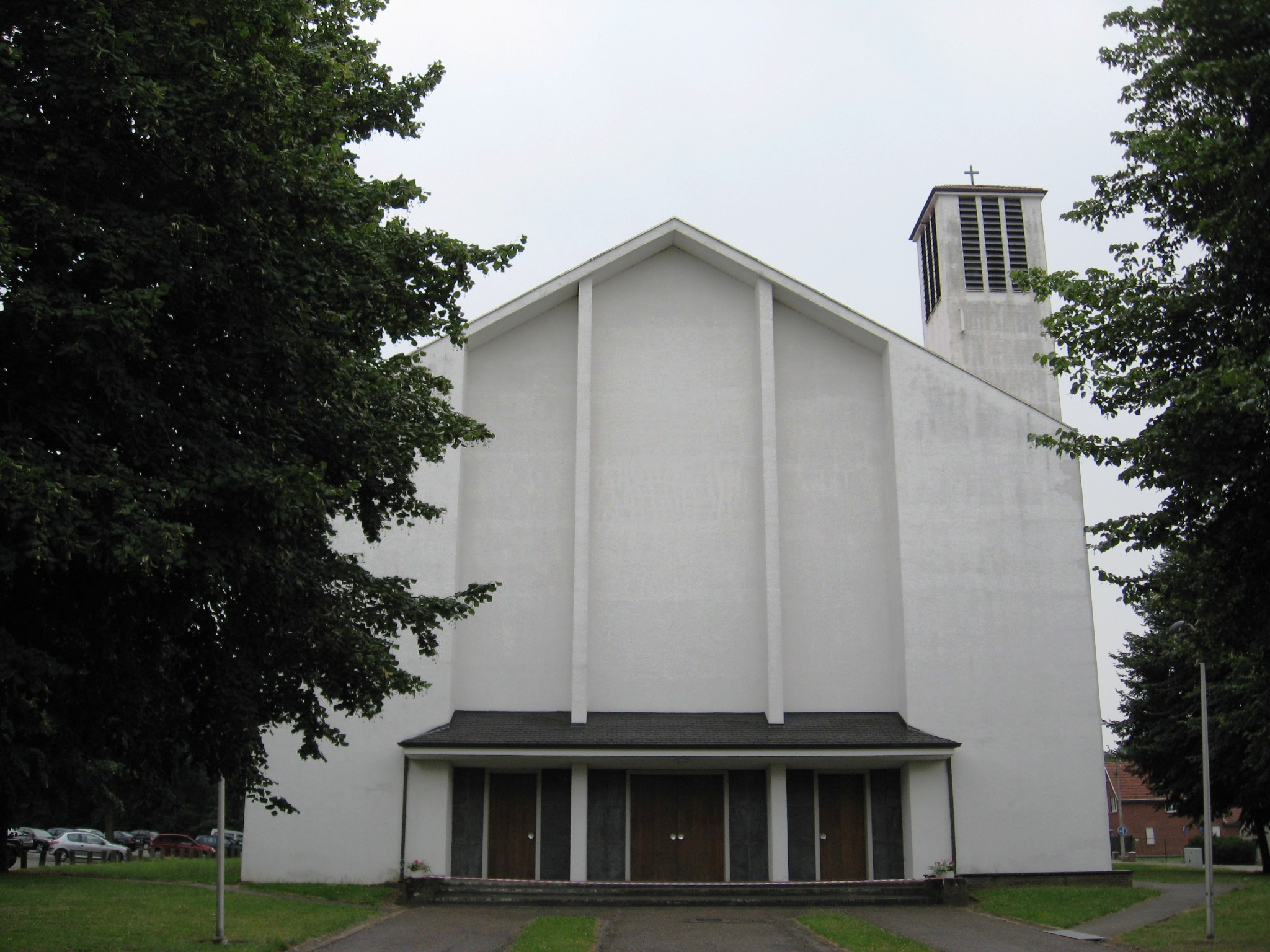
Heilig Hartkerk

De Heilig Hartkerk is de parochiekerk van het dorp Boekt in de Limburgse gemeente Heusden-Zolder, gelegen aan Heilig-Ubbelstraat 88.
De eerste kerk in Boekt werd gebouwd in de jaren 30 en ingewijd in 1933. Sinds de nieuwe Heilig-Hartkerk in 1958 werd gebouwd en ingewijd deed de oude kerk van Boekt o.a. dienst als petanquelokaal. De oude kerk werd in maart 2015 afgebroken.
De nieuwe kerk betreft een kerk in moderne architectuur. De klokkentoren staat los van de kerk en heeft een hoogte van 36 meter. Het geheel is in hel wit chromoliet. In de kerk vindt men abstracte glasramen en een kruisweg in keramiek, die in een moderne vorm is gegoten. Architect was F. Nivelles.
Na afbraak van het voormalige gemeentehuis van Heusden-Zolder werd een glasraam geschonken door het gemeentebestuur van de Duitse gemeente Bad Arolsen verplaatst naar de Heilig-Hartkerk in Boekt.